# Lech Kaczyński
Lech Aleksander Kaczyński (kiejtéseⓘ, Varsó, 1949. június 18. – Szmolenszk közelében, 2010. április 10.) lengyel jogász, politikus, 2000–2001 között igazságügyminiszter Jerzy Buzek kormányában, 2001 nyarán a konzervatív Jog és Igazságosság párt társalapítója és első elnöke, 2002–2005 között Varsó polgármestere, 2005-től haláláig Lengyelország köztársasági elnöke. Jarosław Kaczyński volt miniszterelnök ikertestvére.

## Életrajza

### Fiatalkora
A Kaczyński testvérek szülei Rajmund (mérnök, aki a második világháborúban is szolgált) és Jadwiga (a Lengyel Tudományos Akadémiánál filológus). Lech és Jarosław ikertestvérek voltak, Varsóban születtek. Kettejük megkülönböztetését segítette, hogy Lech arcának bal oldalán anyajegy volt. Gyerekkorukban egy akkor Lengyelországban népszerű, gyerekekről szóló történetet megjelenítő filmben szerepeltek (Akik ellopták a Holdat).
Egyetemi tanulmányait a Varsói Egyetem jogtudományi karán végezte. 1978-ban a Gdański Egyetemen szerzett doktori címet. Később utóbbin, majd a Varsói Stefan Wyszyński Kardinális Egyetemen lett professzor.

### Demokratikus ellenzéki tevékenysége
1971-ben Gdańskba költözött. 1977 őszén testvére, Jarosław közvetítésével kapcsolatba került a Társadalmi Önvédelem Tanácsa (KSS KOR) Zbigniew Romaszewski vezetésével működő Intervenciós Irodájával. Itt munkajogi oktatást tartott a munkásoknak. 1978-tól a Partvidéki Szabad Szakszervezeteknél tevékenykedett. 1978–1980 között Joanna és Andrzej Gwiazdával közösen munkajoggal és a Lengyel Népköztársaság történetével foglalkozó előadásokat tartottak a munkások részére. Írásai jelentek meg a független Robotnik Wybrzeża (Partvidéki Munkás) című lapban, emellett lapterjesztéssel foglalkozott a munkások körében. 1980 augusztusában a Gdański Hajógyárban tanácsadó volt a Gyárközi Sztrájkbizottságnál (MKS). Jogászként az augusztusi megállapodás egyes részeinek szerzője volt. Az MKS-hez tartozó Intervenciós Bizottságot és a Folyó Elemzések Bizottságát vezette.
1981-ben a Szolidaritás Független Szakszervezet gdański küldöttének választották a szervezet I. Országos Küldöttgyűlésére; a programalkotó bizottság tagja lett. A Lengyel Egyesült Munkáspárthoz fűződő kapcsolatok szabályozásával megbízott csoportot vezette.

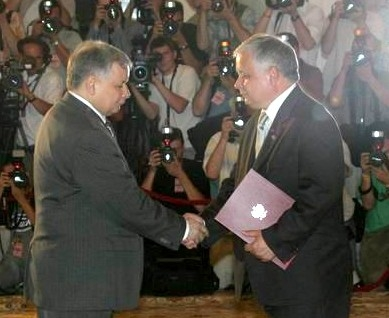
Lech Kaczyński államfő kinevezi Jarosław Kaczyńskit miniszterelnökké. 2006. július 14.

## Halála és temetése

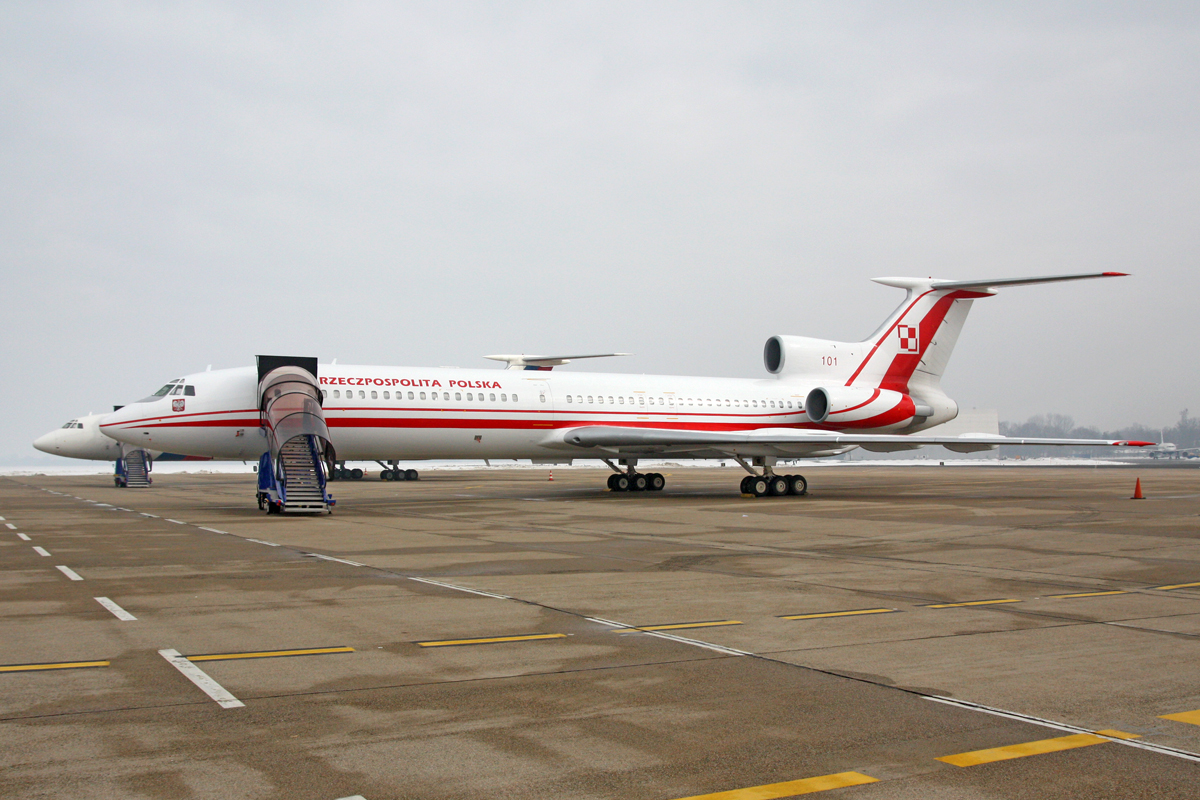
Az elnöki különgép 2010 elején az államfő zágrábi látogatása idején

2010. április 10-én az oroszországi Szmolenszk közelében hunyt el, miután a Lengyel Légierő kötelékébe tartozó Tu–154-es elnöki különgép, amely a katyńi vérengzés 70. évfordulója alkalmából tartott megemlékezésre szállította őt és kíséretét, feltehetően a sűrű köd következtében, a szmolenszki katonai repülőtér leszállópályájától néhány száz méterre lezuhant. A tragédiában 96 fő vesztette életét, köztük számos lengyel politikai és katonai vezető is.
Lech Kaczyński és felesége végső búcsúztatása április 18-án volt Krakkóban, végső nyughelyük a Waweli székesegyház kriptájában van.

## Fordítás
- Ez a szócikk részben vagy egészben  a   Lech Kaczyński című lengyel Wikipédia-szócikk ezen változatának fordításán alapul.  Az eredeti cikk szerkesztőit annak laptörténete sorolja fel. Ez a jelzés csupán a megfogalmazás eredetét és a szerzői jogokat jelzi, nem szolgál a cikkben szereplő információk forrásmegjelöléseként.